# Анисимовское сельское поселение
Ани́симовское се́льское поселе́ние — бывшее муниципальное образование в составе Бокситогорского района Ленинградской области. Административным центром являлась деревня Анисимово. На территории поселения находились 20 населённых пунктов — 20 деревень.
Главой поселения являлась Черемхина Лидия Александровна, главой администрации — Сидоркин Евгений Васильевич.

## Географические данные
- Общая площадь: 491,67 км²
- Нахождение: южная часть Бокситогорского района
  - Граничило:
    - на севере — с Самойловским сельским поселением
    - на северо-востоке — с Ефимовским городским поселением
    - на юго-востоке — с Климовским сельским поселением
    - на юге — с Новгородской областью
    - на западе — с Борским сельским поселением
    - на северо-западе — с Бокситогорским городским поселением

- Реки: Воложба, Глубокуша, Невесель, Узминка, Чагода, Черенка.
- Озёра: Белец, Большой Невесель, Боровое, Велье, Глухие Чержневики, Малое Верхолино, Рошино, Святое, Спировские (Гусино и Перуша), Стругское, Судомля, Узминка, Чержневики.
- Болота: Анохино, Горюня, Судомля, Узминский Мох.

## История
В IX веке на территории поселения находился волок между реками Чагода и Воложба, который являлся частью пути из варяг в арабы. Также есть археологические памятники истории — жальники и сопки, оставшиеся следы пребывания ильменских словен в этом регионе.
Территория поселения до 1708 года являлась частью Нагорной половины Обонежской пятины Новгородской земли. С 1708 по 1710 год в составе Ингерманландской губернии. С 1710 по 1727 год являлась частью Новгородской провинции Санкт-Петербургской губернии.
В середине XIX века в составе Тихвинского уезда Новгородской губернии была образована Анисимовская волость с центром в Волокославском погосте. С 1918 по 1927 год Анисимовская волость входила в состав Тихвинского уезда Череповецкой губернии. В начале 1920-х годов был организован Анисимовский сельсовет. В августе 1927 Анисимовский сельсовет вошёл в состав вновь образованного Пикалёвского района Ленинградской области. В ноябре 1928 к сельсовету присоединёны упразднённые Климовский и Фомкинский сельсоветы. 1 января 1932 года Пикалёвский район был ликвидирован, Анисимовский сельсовет передан Ефимовскому району. По состоянию на 1933 год центром Анисимовского сельсовета являлась деревня Большой Двор, в него входило 17 населённых пунктов, население — 1006 чел. В 1936 году центром сельсовета уже была деревня Анисимово.
25 июля 1952 года Анисимовский сельсовет был передан из Ефимовского района во вновь образованный Бокситогорский район. 16 июня 1954 года к сельсовету присоединен Михайловский сельсовет.
1 февраля 1963 года после упразднения Бокситогорского района Анисимовский сельсовет был вновь включен в состав Ефимовского сельского района. 12 января 1965 года в результате очередной реорганизации Анисимовский сельсовет перевели в состав вновь организованного Бокситогорского района. По данным 1966 года центром сельсовета являлась деревня Большой Двор, а уже в 1973 году — вновь деревня Анисимово, в состав сельсовета включён также упразднённый Стругский сельсовет.
18 января 1994 года постановлением главы администрации Ленинградской области № 10 «Об изменениях административно-территориального устройства районов Ленинградской области» Анисимовский сельсовет, также как и все другие сельсоветы области, преобразован в Анисимовскую волость.
1 января 2006 года в соответствии с областным законом № 78-оз от 26 октября 2004 года «Об установлении границ и наделении соответствующим статусом муниципального образования Бокситогорский муниципальный район и муниципальных образований в его составе» образовано Анисимовское сельское поселение, в его состав вошла территория бывшей Анисимовской волости.
23 апреля 2014 года Анисимовское сельское поселение вошло в состав Самойловского сельского поселения Бокситогорского района.

## Населённые пункты
В состав поселения входили 20 населённых пунктов (население, 2010):
| Деревня         | Население (чел.) | Расстояние до центра поселения (км) |
| --------------- | ---------------- | ----------------------------------- |
| Анисимово       | 490              | Административный центр              |
| Большой Двор    | 28               | 28                                  |
| Бочатино        | 2                | 3                                   |
| Гагрино         | 0                | 0                                   |
| Глядково        | 0                | 0                                   |
| Головково       | 3                | 3                                   |
| Дудинское       | 0                | 0                                   |
| Ёлзово          | 2                | 2                                   |
| Калинецкое      | 2                | 2                                   |
| Климово         | 2                | 2                                   |
| Некрасово       | 7                | 8                                   |
| Пронино         | 1                | 1                                   |
| Спирово         | 1                | 1                                   |
| Струги          | 19               | 20                                  |
| Тарасово        | 0                | 0                                   |
| Фалилеево       | 6                | 8                                   |
| Фомкино         | 2                | 7                                   |
| Часовня         | 2                | 3                                   |
| Черкасова Горка | 3                | 3                                   |
| Чурилова Гора   | 2                | 1                                   |

Общая численность населения на 01.01.2014 — 604 человека.

## Образование
Анисимовская основная общеобразовательная школа

## Медицина
Анисимовский фельдшерско-акушерский пункт

## Организации
Анисимовский детский дом в Анисимово.

## Туризм
- Территория бывшего поселения привлекает туристов своей природой и рыбалкой.
- На Спировских озёрах регулярно происходит природный феномен — раз в 5-7 лет большая часть воды из озёр уходит под землю в карстовые разломы через жерла, а через полгода-год возвращается обратно .
- Часть территории поселения занимает государственный охотничий заказник «Турандинский»

## Достопримечательности
- Руины церкви Владимирской иконы Божией Матери, в деревне Большой Двор
- Памятники-обелиски местным жителям, погибшим на фронтах войны:
  - в деревне Большой Двор
  - в деревне Струги
- Часовня Нила Столобенского, в деревне Гагрино
- Часовня Параскевы Пятницы, в деревне Калинецкое
- Жальники на правом берегу реки Чагода:
  - около деревни Пронино
  - около деревни Чурилова Гора
- Церковь Покрова Пресвятой Богородицы, в Спирово
- Обелиск на месте захоронения первого председателя колхоза «Освобождение», погибшего от рук кулаков (А. Ф. Веселова, 1931 г.), в Фалилеево.
- Сопка на берегу озера Боровое, около деревни Фомкино